# 购买美国产品法
《购买美国产品法》（英語：Buy American Act）由美国国会在1933年通过，并由罗斯福总统亲自签署。本法原本收錄於《美國法典》第41卷的10a及10b兩節，後改到第41卷的第83章。

## 历史
该法案签署的时代背景是美国的大萧条时期。1929－1933年，经历了有史以来最为严重的一次经济衰退的美国，为摆脱当时面临的经济不景气、供求失调、失业率居高不下等问题，采取积极的财政政策，拨出重金投资大规模公共设施建设，以提振经济，以拉动消费带动生产的恢复。而与之相伴的是贸易保护主义的抬头。当时不少人认为，必须对进口加以限制，购买本国商品，才能更好的保护本国工业，促进其恢复和发展。当时的美国国会赞同这一观点，于是通过了《购买美国产品法》，要求联邦政府在除一些特殊情况外，要优先购买本国商品。之后的多部倾向于购买本国商品的采购政策，如《联邦采购条例》以及国防部《贝里修正案》都是以该法为基础制定的。
批评者认为，这样的贸易保护主义无益于经济复苏，在经济全球化的背景下只会降低效率，增加政府采购成本，浪费纳税人的税款。

## 外部連結
- （英文）U.S. Code CHAPTER 83— BUY AMERICAN （页面存档备份，存于）